# Joyce Wieland
Joyce Wieland (30 juin 1931 - 27 juin 1998) est une peintre, lithographe et réalisatrice canadienne, née à Toronto le 30 juin 1931 et décédée le 27 juin 1998.

## Biographie
Artiste polyvalente, elle s'adonne à ses débuts autant à la peinture qu'aux collages et aux assemblages. De 1962 à 1971, elle s’installe à New York avec son conjoint, l’artiste Michael Snow, où tout comme lui elle réalise quelques films expérimentaux.
En 1970, elle fait partie des quelques artistes femmes à avoir participé au NSCAD Lithography Workshop. Elle crée notamment O Canada, une œuvre dans laquelle elle embrasse la pierre lithographique tout en portant du rouge à lèvres, ses lèvres formant les paroles de l'hymne national canadien Ô Canada.
Les thèmes de ses œuvres touchent à l’écologie, le féminisme et la politique, ainsi qu'à la cause des peuples autochtones.

## Œuvre

### Réalisations cinématographiques
- Water Sark (1965)
- Rat Life and Diet in North America (1968)
- Dripping Water (1969) (coréalisé avec Michael Snow)
- Cat Food (1969)
- Reason Over Passion/la raison avant la passion (1969)
- Pierre Vallières (1972)
- Solidarity (1973)
- The far shore (1976)
- A and B in Ontario (1984) (coréalisé avec Hollis Frampton)
- Birds at Sunrise (1986)

Elle fait aussi une apparition en 1969 dans le film <—> de Michael Snow.

### Œuvre pictural
- Barren Ground Caribou situé à la station de métro Spadina à Toronto.
- O Canada, lithographie.

## Honneurs
Joyce Wieland est la première artiste femme à avoir sa propre expo solo au Musée des beaux-arts du Canada en 1971. Elle également la première à avoir une rétrospective en 1987 au Musée des beaux-arts de l’Ontario. Par ailleurs, elle est récipiendaire des prix suivants :
- 1972 - Prix Lynch-Staunton
- 1982 - Officier de l'Ordre du Canada